# Westside Connection
Westside Connection fue un grupo de west coast rap formado por Ice Cube, Mack 10 y WC. Su primer álbum, Bow Down, alcanzó el segundo puesto en Billboard 200 en el año 1996.

## Biografía
El grupo se formó en 1996 (aunque ya habían colaborado en varias ocasiones) y su primer álbum fue Bow Down. Sus singles fueron Bow Down y Gangstas Make The World Go Around.
Ya por 2003 sacaron su segundo álbum Terrorist Threats el cual acabó en el puesto 16 en la lista de álbumes en Estados Unidos. Su sencillo fue Gangsta Nation en colaboración con Nate Dogg.
El grupo se separó oficialmente en 2005 debido a una pelea entre Ice Cube y Mack 10.
En 2008 hubo rumores de que The Game se uniría al grupo ya que se unía a Lench Mob, productora de Ice Cube. En una entrevista a Ice Cube él dijo que estaría bien que Game entre en Westside Connetion. Más tarde Game dijo en entrevista que tal vez, pero nunca se confirmó nada.

## Álbumes

### LP
| Año  | Título            | Posición      | Posición                | Última RIAA certificación  |
| Año  | Título            | Billboard 200 | Top R&B/Hip hop álbumes | Última RIAA certificación  |
| ---- | ----------------- | ------------- | ----------------------- | -------------------------- |
| 1996 | Bow Down          | 2             | 1                       | Platino (1 700 000 copias) |
| 2003 | Terrorist Threats | 16            | 3                       | Oro (679 000 copias)       |

### Recopilatorios
| Año                                                                        | Álbum                                                                                                  |
| -------------------------------------------------------------------------- | --- |
| The Best Of West Side Connection: The Gangsta, The Killa & The Dope Dealer | - Lanzamiento: 30 de noviembre del 2007 - Productora: Priority Records - Formato: CD, descarga digital |

## Canciones
| Año  | Título                             | Posición          | Posición              | Posición        | Álbum                           |
| Año  | Título                             | Billboard Hot 100 | Hot R&B/Hip-Hop Songs | Hot rap singles | Álbum                           |
| ---- | ---------------------------------- | ----------------- | --------------------- | --------------- | ------------------------------- |
| 1996 | "Bow Down"                         | 21                | 19                    | 1               | Bow Down                        |
| 1997 | "Gangstas Make the World Go Round" | 40                | 30                    | 10              | Bow Down                        |
| 1998 | "Let It Reign"                     | -                 | -                     | 60              | Thicker than Water (soundtrack) |
| 2002 | "It's The Holidaze"                | -                 | -                     | -               | Friday After Next               |
| 2003 | "Gangsta Nation" (Feat. Nate Dogg) | 33                | 22                    | 9               | Terrorist Threats               |